# Karel Farský
Karel Farský, född 26 juli 1880, död 12 juni 1927, var en tjeckisk teolog.
Farský var ledare för den reformrörelse, som efter första världskriget vann insteg bland de katolska prästerna i Tjeckoslovakien. Han tog verksam del i grundandet av den tjeckoslovakiska nationalkyrkan 1920 och blev 1924 dess patriark. Farský deltog på Stora ekumeniska mötet. Bland hans arbeten märks Kort framställning av den tjeckoslovakiska kyrkans teologi (1922), Liturgi (1924), Staten och kyrkan (1925), Vår postilla (1926).